# Profesionalen Futbolen Klub Minjor Pernik 2011-2012
Questa voce raccoglie le informazioni riguardanti il Profesionalen Futbolen Klub Minjor Pernik nelle competizioni ufficiali della stagione 2011-2012. 

## Rosa
| N. |                     | Ruolo | Calciatore           |
| -- | ------------------- | ----- | -------------------- |
| 1  | Bulgaria (bandiera) | P     | Nikolay Bankov       |
| 2  | Bulgaria (bandiera) | D     | Vasil Božikov        |
| 3  | Bulgaria (bandiera) | D     | Ivan Mihov           |
| 4  | Bulgaria (bandiera) | D     | Nikolay Hristozov    |
| 5  | Bulgaria (bandiera) | D     | Borislav Stojčev     |
| 7  | Bulgaria (bandiera) | C     | Milen Vasilev        |
| 9  | Bulgaria (bandiera) | A     | Kostadin Adzhov      |
| 10 | Bulgaria (bandiera) | C     | Tomislav Pavlov      |
| 11 | Bulgaria (bandiera) | C     | Iliyan Iliev         |
| 13 | Bulgaria (bandiera) | C     | Ivaylo Stoyanov      |
| 14 | Bulgaria (bandiera) | D     | Ivaylo Cvetkov       |
| 15 | Nigeria (bandiera)  | C     | Salas Okechukwu      |
| 16 | Bulgaria (bandiera) | C     | Kostadin Katsimerski |

| N. |                               | Ruolo | Calciatore                |
| -- | ----------------------------- | ----- | ------------------------- |
| 17 | Macedonia del Nord (bandiera) | C     | Vančo Trajanov (capitano) |
| 19 | Bulgaria (bandiera)           | C     | Petar Petrov              |
| 20 | Bulgaria (bandiera)           | D     | David Stoyanov            |
| 27 | Bulgaria (bandiera)           | A     | Rumen Rangelov            |
| 28 | Bulgaria (bandiera)           | A     | Yavor Vandev              |
| 32 | Bulgaria (bandiera)           | C     | Kostadin Markov           |
| 33 | Brasile (bandiera)            | C     | Tom                       |
| 42 | Algeria (bandiera)            | C     | Farès Brahimi             |
| 59 | Bulgaria (bandiera)           | A     | Ventsislav Ivanov         |
| 76 | Bulgaria (bandiera)           | A     | Krum Bibishkov            |
| 77 | Bulgaria (bandiera)           | C     | Lyubomir Todorov          |
| 91 | Serbia (bandiera)             | P     | Ivan Čvorović             |